# Johann Heinrich Vincent Nölting
Johann Heinrich Vincent Nölting (* 23. Februar 1736 in Schwarzenbek; † 2. August 1806 in Hamburg) war ein deutscher Theologe und Philosoph und Professor am Hamburger Akademischen Gymnasium.

## Leben
Nölting war der Sohn von Johann Andreas Nölting (1704–1764), der zum Zeitpunkt seiner Geburt Pastor in Schwarzenbek war. Seine Mutter Anna Gertrud, geb. Elers, war Tochter von Albertus Elers (* 11. Dezember 1618; † 3. Mai 1680), des Generalsuperintendenten von Niedersachsen mit Sitz in Lauenburg an der Elbe. Nach der Berufung seines Vaters an die Michaeliskirche in Hamburg im Jahr 1742 wuchs er hier auf und besuchte das Johanneum sowie das Akademische Gymnasium, an dem Hermann Samuel Reimarus sein Lehrer war.
Von 1755 bis 1759 studierte er Theologie und Philosophie an der Universität Jena. Er graduierte als Magister und wurde Adjunkt der philosophischen Fakultät. Nach Hamburg zurückgekehrt, wurde er Kandidat des Predigtamtes und gleichzeitig Mitvorsteher der auf Esdras Edzardus zurückgehenden Proselytenanstalt (Gesellschaft zur Bekehrung der Juden).
1761 übertrug das Scholarchat dem damals 25-Jährigen eine philosophische Professur am Akademischen Gymnasium. Den damit verbundenen Lehrauftrag für Logik, Metaphysik und Rhetorik hat er lebenslang ausgeübt und damit Generationen von Schülern geprägt, darunter auch Johann Georg Rist.
Nölting publizierte eine große Anzahl an Schriften und Predigten im Sinne der Aufklärungstheologie. Er galt als beliebter Kanzelredner, bei dem die Kirchen stets gefüllt waren. Als er 1769 seinen Jugendfreund, den Bergdorfer Pastor Johann Ludwig Schlosser verteidigte, der einige Schauspiele verfasst hatte und deswegen vom Senior Johann Melchior Goeze kritisiert wurde, wurde er einer der Hauptpersonen in einer öffentlichen Auseinandersetzung, die als 2. Hamburgischer Theaterstreit in die Geschichte einging.
1761 hatte er Ernestine Catharina Tympe, eine Tochter des Theologie-Professors in Jena, Johann Georg Tympe geheiratet. Als sie schon im folgenden Jahr starb, verheiratete er sich 1770 zum zweiten Mal mit seiner Cousine Johanna Elisabeth Hedwig, Tochter von Johann Heinrich Lokewitz und Anna Ludovica, geb. Nölting. Sie starb 1806. Von den Kindern überlebten ihn zwei Töchter und zwei Söhne.
Nölting wurde in der Familiengruft in der Krypta der Michaeliskirche beigesetzt. Der Pädagoge und klassische Philologe Theodor Nölting war sein Enkel.

## Schriften
- Sammlung einiger Reden, welche in dem Hörsal des Hamburgischen Gymnasii gehalten worden. Hamburg 1767
- Sammlung einiger Predigten. Hamburg: Harmsen 1768
- Vertheidigung des Hrn. Past[or] Schlossers wieder einen Angriff, welcher in dem 102 Stück der Hamburgischen Nachrichten aus dem Reich der Gelehrsamkeit vom vorigen Jahr auf ihn geschehn ist. Hamburg: Harmsen 1769
- Zwote Vertheidigung des Hrn. Past. Schlossers, in welcher des Herrn Seniors Goeze Untersuchung der Sittlichkeit der heutigen teutschen Schaubühne mit Anmerkungen begleitet wird. Hamburg: Harmsen 1769
- Über die Vorbereitung zu einer glücklichen Ehe: ein Versuch. 2. Ausg. – Hamburg: Reuss 1777
- Vollständige nach einer natürlichen Folge der Materien geordnete Ciceronianische Chrestomathie. 2 Bände; Hamburg: Gedruckt von Gottlieb Friedrich Schniebes 1780 (Digitalisat des Exemplars der Herzogin Anna Amalia Bibliothek)
- Joh. Hinr. Vinc. Nöltings der Weltweisheit und Beredtsamkeit Professors Versuch in geistlichen Liedern. Hamburg: Knauf 1786
- Empfindungen eines Ehemannes und Vaters nach einer schweren Krankheit. Hamburg: Knauf 1786
- Empfindungen einer Wittwe: ein Gesang der rechtschaffenen Gattin des edlen in den Himmel eingegangenen Christoph Christian Sturm an seinem Begräbnißtag / gewidmet von seinem Freund Johann Hinrich Vincent Nölting. Hamburg: Knauf 1786
- Das weise Verhalten eines rechtschaffenen Predigers. Hamburg 1803
- Lübek und Hamburg: Bei Gelegenheit des 30. Junius 1803, an welchem des Herrn Friederich Daniel Behn … vierzigjähriges öffentliches Lehramt … von mir. . gefeiert ward. Hamburg: Bohn 1804